# Medalha William H. Nichols
A Medalha William H. Nichols (em inglês:  William H. Nichols Medal) é um prêmio anual de química concedido pela American Chemical Society (Seção de Nova Iorque). Sua denominação é uma homenagem a William H. Nichols (1852–1930), um químico e comerciante que fundou em 1899 a General Chemical e em 1920 a Allied Chemical (mais tarde Allied Signal). Fez uma doação para a criação da medalha em 1902.
A medalha com uma imagem do Dr. Fausto no Laboratório era originalmente de ouro, e na atualidade de bronze.

## Laureados[1]
Cada premiado é mostrado com a justificativa da concessão. Dentre os medalhados contam-se até 2013 quinze Prêmios Nobel (Langmuir, o único a receber o prêmio duas vezes, Pauling, du Vigneaud, Seaborg, Debye, Flory, Nirenberg, Taube, Merrifield, Smalley, Corey, Hoffmann, Zewail, MacDiarmid, Sharpless).
- 1903 Edward B. Vorhees, Studies in Denitrification
- 1904 não concedida
- 1905 Charles Lathrop Parsons, Atomic Weight of Berylium
- 1906 Marston Taylor Bogert, Researches on Quinazolines
- 1907 Howard B. Bishop, Estimation of Arsenic
- 1908 William Albert Noyes, Corrosion of Iron and Steel
- 1909 William A. Noyes, H. C. P. Weber Atomic Weight of Chlorine
- 1910 Leo Baekeland Synthesis, Constitution, and Industrial Application of Bakelite and Soluble and Fusible Resinous Condensation Products of Formaldehyde and Phenol
- 1911 Martin André Rosanoff, C. W. Easley Partial Vapor Pressure of Binary Mixtures
- 1912 Charles James, Rare Earth Compounds
- 1913 não concedida
- 1914 Moses Gomberg, Triphenyl Methyl
- 1915 Irving Langmuir, Chemical Reactions at Low Pressures
- 1916 Claude Hudson, Acetyl Derivatives of the Sugars
- 1917 não concedida
- 1918 Treat S. Johnson, Researches on Pyrimidines
- 1919 não concedida
- 1920 Irving Langmuir, Arrangements of Electrons in Atoms and Molecules
- 1921 Gilbert Newton Lewis, Third Law of Thermodynamics
- 1922 não concedida
- 1923 Thomas Midgley Junior, Use of Anti-Knock Compounds in Motor Fuels
- 1924 Charles A. Kraus, Properties of Nonaqueous Solutions
- 1925 Edward Curtis Franklin, Alcohols, Aldehydes and Acids of the Ammonia System
- 1926 Samuel Colville Lind, Chemical Activation by Alpha Particles
- 1927 Roger Adams, Acids of Chaulmoogra Oil and Related Compounds
- 1928 Hugh Stott Taylor, Catalysis as an Inspiration of Fundamental Research
- 1929 William L. Evans, Contributions to the Chemistry of Carbohydrates
- 1930 Samuel E. Sheppard, Chemistry of Photography
- 1931 John A. Wilson, Colloid Chemistry as Applied to Leather and Sanitation
- 1932 James Bryant Conant, Chemistry of Chlorophyll
- 1933 não concedida
- 1934 Henry C. Sherman, Chemistry of Vitamins
- 1935 Julius A. Nieuwland, Basic Work on Synthesis from Unsaturated Hydrocarbons
- 1936 William Mansfield Clark, Hydrogen Ion Concentration and Oxidation Reduction Equilibria
- 1937 Frank Clifford Whitmore, Metallo-organic Compounds, Especially those of Mercury. In the Field of Aliphatic Chemistry, Particularly In Molecular Rearrangements and in the Polymerization of Olefins
- 1938 Phoebus Levene, Configurational Relationships of the Simpler Optically Active Organic Compounds
- 1939 Joel Henry Hildebrand, Solubility of Nonelectrolytes
- 1940 John M. Nelson, Contributions in the Field of Enzyme Chemistry
- 1941 Linus Pauling, Fundamental Inquiry in the Nature of the Chemical Bond
- 1942 Duncan A. MacInnes, Contributions to Electrochemistry
- 1943 Arthur Becket Lamb, Investigations in Inorganic and Physical Chemistry. Leadership in Defense Against Poison Gas; and as a Teacher Administrator and Editor
- 1944 Carl Shipp Marvel, Organic Chemical Contributions to the Study of Polymers
- 1945 Vincent du Vigneaud, Researches on the Structure of Biotin and other Contributionsto Biochemistry
- 1946 Wendell Meredith Stanley, Contributions to the Chemistry of the Viruses
- 1947 George Kistiakowsky, Contributions in the Field of Reaction Kinetics, Spectroscopy of Polyatomic Molecules and Heat Effects in Organic Reactions
- 1948 Glenn Theodore Seaborg, Co-discoverer of Pu, Am and Cm, Preeminent in the Fields of Nuclear Fission, Plutonium Production, and the Transuranium Elements
- 1949 Izaak Kolthoff, World Leadership in Analytical Chemistry and Contributions to the Theories of Interfacial Phenomena and Electrode Reactions
- 1950 Oskar Wintersteiner, Fundamental Contributions to the Fields of Insulin Chemistry, Steroid Hormones, Antibiotics and Alkaloids, and the First Isolation in Crystalline Form of Penicillin-G and Streptomycin
- 1951 Henry Eyring, Contributions to the Theory of Rate Processes in Chemistry, Biology, Metallurgy and Physics
- 1952 Frank H. Spedding, Pioneer Work in the Chemistry and Production of Pure Rare Earth and Actinide Elements
- 1953 Reynold Clayton Fuson, Pioneer Work on Stable Enols, Enediols, Unusual Grignard Reactions and Nucleophilic Substitutions
- 1954 Charles P. Smyth, Application of Dielectric Measurements in Elucidation of Molecular Structure and Properties of Liquids and Crystals
- 1955 Wendell Mitchell Latimer, Pioneer Studies on the Thermodynamics of Electrolytes, Especially the Entropies of Ions in Aqueous Solutions
- 1956 Robert Burns Woodward, Brilliant Original Concepts and Their Use in Elucidation of Structure and Synthesis of Complex Natural Products
- 1957 Louis Plack Hammett, Giving Impetus, Direction and Highly Original Concepts to Physical Organic Chemistry
- 1958 Melvin Calvin, Elucidating the Mechanism of the Photosynthetic Fixation of Carbon Dioxide
- 1959 Herbert Charles Brown, Important Original Contributions to Boron Chemistry, the Concept of Steric Strains and Aromatic Substitution
- 1960 Hermann Mark, Pioneer Contributions to Pure and Applied Polymer Science
- 1961 Peter Debye, Basic Contributions to Theory in the Area Where Chemistry Merges with Physics
- 1962 Paul John Flory, Creative Contributions to Theoretical and Experimental Research on the Physical Chemistry of Macromolecules
- 1963 Louis Frederick Fieser, Superlative Lecturer, Teacher and Writer on Organic Chemistry. Pioneering Investigator of Polynuclear Compounds
- 1964 Arthur Clay Cope, For Unselfish Devotion to the Profession of Chemistry Particularly in the Dissemination of Scientific Information - for Long-continued and Productive Research in Organic Chemistry -for Outstanding Service in the Education of Chemists at All Levels
- 1965 Herbert E. Carter For Long-continued and Productive Research in Organic and Biochemistry
- 1966 Frederick Rossini For Outstanding Contributions to the Area of Thermodynamics through Research, Writing, Organization
- 1967 Karl August Folkers For His Achievements in Chemistry Particularly in Vitamins and Antibiotics of Significance in Medicine
- 1968 William Summer Johnson Total Synthesis of Triterpenoids and Steroids: Stereospecific Cyclization Reactions
- 1969 Marshall Nirenberg For His Studies on Protein Synthesis in Cell Free Systems Which Have Resulted in Deciphering the Genetic Code
- 1970 Britton Chance For Imaginative Application of Physical Methods of Elucidation of the Chemical Mechanism of Action of Enzyme Systems which provide Living Organisms with the Free Energy required for Life and Growth
- 1971 Henry Taube For Outstanding Creative Contribution in the Discipline of Inorganic Chemistry Especially Kinetics and the Mechanism of Reactions
- 1972 John Dombrowski Roberts For Pioneering Studies of Organic Reaction Mechanism and Applications of Nuclear Magnetic Resonance and Molecular Orbital Theory in Organic Chemistry
- 1973 Robert Bruce Merrifield For Development of the Solid Phase Method of Synthesis of Peptides and Proteins and the Stimulation This Method Gave to the Study of Polypeptides
- 1974 Harold Abraham Scheraga For Original Theoretical and Experimental Investigationsof Protein Structures and Interactions. Including the Role of Solventsin Protein Conformations
- 1975 Frank Albert Cotton For His Contributions in the Field of Inorganic Chemistry Which Have Been Characterized by Insight Imagination and Extraordinary Breadth. In Particular for Basic and Original Work on Metal Carbonyl Metal Atom Cluster and Fluxional Organometallic Compounds
- 1976 Paul Doughty Bartlett For Outstanding Contributions to the Development of PhysicalOrganic Chemistry
- 1977 Elias James Corey For Contributions to Organic Chemistry. In Particularin the Technology Art and Logic of Organic Synthesis
- 1978 Frank Alden Bovey For Research into the Structure of High Polymers and Insights into the Relationship between Structures and Properties
- 1979 Choh Hao Li For Unlocking the Chemical Secrets of the Hormones of the Anterior Pituitary Gland Particularly ACTH, HGH, LPH and beta Endorphin
- 1980 Gilbert Stork For Outstanding Contributions to the Methodology and Art of Synthetic Organic Chemistry and for Landmarks in Natural Product Synthesis
- 1981 Roald Hoffmann For His Outstanding Contributions in Orbital Symmetry and Electronic Structure of Transition States and Intermediates
- 1982 Frank Westheimer For Outstanding Contributions Both to Physical-organic and to Bio-organic Chemistry Which Have Clarified Rationalized and Illuminated These Fields
- 1983 Neil Bartlett For His Synthetic Work Including the First Compound of a Noble Gas
- 1984 Fred McLafferty For His Outstanding Contributions to Mass Spectrometry and Computer-Assisted Techniques in Analytical Chemistry
- 1985 Jerome Berson For His Penetrating Insights into the Mechanisms of Organic Reactions
- 1986 Michael Dewar For His Outstanding Contributions in the Field of Theoretical Organic Chemistry
- 1987 Kurt Mislow For Pioneering Contributions to the Theory and Practice of Stereochemistry
- 1988 Ralph Hirschmann For His Outstanding Contributions in the Field of Medicinal Chemistry
- 1989 Ronald Breslow For His Contributions to a Unique Combination of Physical Organic Bioorganic and Biomimetic Chemistry
- 1990 John Dickson Baldeschwieler For Outstanding Contributions in the Field of Chemical Physics as Applied to Structures and Reactions of Practical Importance
- 1991 J. Calvin Giddings For Profound Theoretical Insights and Outstanding Innovations in Separation Science
- 1992 Kōji Nakanishi For His Exceptional Structural Studies of Bioactive Molecules Using Novel and Ingenious Microscale Methods
- 1993 Richard Smalley For Development of Cluster Chemistry; Notably Buckminsterfullerene
- 1994 Peter Dervan For Contributions to Bioorganic Chemistry: In Particular in the Methods and Chemical Principles for Recognition of Nucleic Acids by Synthetic Molecules
- 1995 Stephen Lippard For Creative Contributions in Bioinorganic and Organometallic Chemistry Characterized by Extraordinary Breadth and Depth That Have Profoundly Stimulated Other Researchers and Disciplines
- 1996 Kyriacos Costa Nicolaou For Creative Work in the Art and Science of Chemical Synthesis and Molecular Design
- 1997 Jacqueline Barton For Her Contributions to Bioinorganic Chemistry: In Particular n the Application of Transition Metal Complexes to Probe DNA Recognitionand Reactions
- 1998 Ahmed Zewail For Pioneering the Development of the Field of Femtochemistry
- 1999 Samuel Danishefsky For his contributions to bioorganic chemistry: in particular for creative contributions at the interface of organic synthesis and biology
- 2000 Barry Trost For Outstanding Contributions in the Use of Novel Methodologies for Synthetic Chemistry
- 2001 Stuart Schreiber For Outstanding Contributions to Understanding Signal Transduction Pathways by Merging Synthetic Organic Chemistry and Molecular Cell Biology Approaches
- 2002 Alan MacDiarmid For Outstanding Contributions to the Field of Conducting Polymers
- 2003 Harry Barkus Gray For The Currents of Life: Electron Flow Through Iron and Copper Proteins
- 2004 Allen Joseph Bard For the Invention and Development of the Scanning Electrochemical Microscope (SECM) which has Allowed High Resolution Chemical Imaging of Surfaces and Reactions on the Nanometer Scale
- 2005 Richard Zare For Pioneering Studies of Chemical Reactions on the Molecular Level
- 2006 Barry Sharpless For Click Chemistry, A New Strategy for Chemical Discovery
- 2007 Nicholas Turro For Pioneering Research on the Photochemistry of Organic Molecules and Supramolecular Systems
- 2008 Nadrian Seeman For Founding and Establishing the Field of Structural DNA Nanotechnology
- 2009 Carolyn Bertozzi For New Methods at the Interface of Chemistry and Biology
- 2010 Tobin Marks For Pioneering Research in Catalysis and Soft Matter Electronics
- 2011 Julius Rebek For Advances in the Science of Molecular Recognition and Encapsulation
- 2012 Alan G. Marshall For Advances in Fourier Transform Ion Cyclotron Resonance Mass Spectrometry
- 2013 Richard Eisenberg For Contributions to Inorganic Photochemistry
- 2014 Amos B. Smith For Outstanding Contributions to Synthetic Organic Chemistry
- 2015 Gábor Somorjai For outstanding Contributions to the Elucidation of Novel Highly Selective Nanocatalysts
- 2016 Stephen L. Buchwald[2]
- 2017 Chad Mirkin[3]